# Wola-Chojnata
Wola-Chojnata [pronunciación en polaco: /ˈvɔla xɔi̯ˈnata/] es una aldea ubicada en el distrito administrativo de Gmina Biała Rawska, dentro del condado de Rawa, Voivodato de Łódź, en el centro de Polonia. Se encuentra a unos 3 kilómetros al sureste de Biała Rawska, a 19 kilómetros al este de Rawa Mazowiecka, y a 73  kilómetros al este de la capital regional Łódź.
El pueblo tiene una población de 450 habitantes.